# Самурай (фильм)
«Самура́й» (фр. Le Samouraï, 1967) — криминальный художественный фильм Жана-Пьера Мельвиля. Фильм основан на романе Джоан Маклеод «Ронин».

## Сюжет
«Нет более глубокого одиночества, чем одиночество самурая, разве что, может быть, одиночество тигра в джунглях» — Бусидо — кодекс самурая

 — вымышленная Мельвилем цитата, используемая в качестве эпиграфа.
Жеф Костелло — профессиональный наёмный убийца, известный своей методичностью. Он неизвестен обществу, никогда не был судим, он убивает без следов и всегда обеспечивает себе алиби. Костелло готовится к очередному убийству: он угоняет машину, едет на ней к знакомому человеку, который меняет на машине номера и даёт Жефу оружие. Затем киллер посещает знакомую женщину Жанну и договаривается об алиби: в ночь убийства он пробыл у неё до 1:45 ночи. Костелло приходит в ночной клуб в неприметном плаще и шляпе, проходит через зал в служебные комнаты и убивает владельца клуба, которого никогда прежде не видел. У выхода он сталкивается с пианисткой клуба Валери и немедленно покидает заведение. Он возвращается в отель к Жанне и тут же выходит снова, попадаясь на глаза любовнику Жанны, который пришёл в отель к 2:00. Костелло избавляется от оружия и бросает машину.
Вскоре он попадает в облаву, устроенную полицией, как один из множества людей в плаще и шляпе. Комиссар полиции интуитивно чувствует, что Костелло виновен, но ничего не может сделать против его алиби. К тому же Валери, единственная, кто видела убийцу достаточно близко, решительно не узнаёт Жефа. Комиссар отпускает Костелло, но отправляет за ним слежку, от которой убийца легко уходит. Он отправляется на вокзал на встречу с человеком, который должен заплатить за выполненный заказ, но тот неожиданно нападает на Жефа, раня его в руку.
Костелло возвращается домой, где некоторое время отсыпается и лечит руку. Восстановив силы, он посещает ночной клуб и Валери в надежде узнать, кто был врагом владельца клуба, ведь Жеф говорил только с посредником и не знал самого заказчика, которому намерен отомстить. Валери просит Жефа перезвонить ей домой через два часа.
Тем временем полиция устанавливает в квартире Костелло подслушивающее устройство. Жеф возвращается домой, по поведению птицы в клетке догадывается, что квартиру кто-то посещал, и обнаруживает прослушку. Он звонит Валери из общественного телефона, но она не отвечает. Полиция врывается в номер к Жанне и переворачивает всё вверх дном. Комиссар предлагает Жанне признать свои показания ложными и сдать Костелло, но она отказывается.
Костелло приходит в квартиру и снова замечает беспокойство птицы. На этот раз это посредник, напавший на Жефа на вокзале. Он наставляет на Костелло пистолет и объясняет, почему напал на него. Заказчик испугался, когда Костелло задержала полиция, и решил убрать его, но сейчас он передумал и предлагает убийце новое задание. Костелло соглашается, берёт деньги и неожиданно нападает на посредника. Он выпытывает у него информацию о том, кто заказчик и где его можно найти. Жеф связывает посредника и уходит из дома.
В метро его преследуют полицейские. Ему всё же удаётся уйти от слежки, после чего он навещает Жанну в отеле. Жеф говорит, что обо всём позаботится сам. Затем он снова посещает человека, который заменяет номера на машине и даёт Жефу оружие. Костелло приходит домой к Валери (именно этот адрес дал посредник), встречает там заказчика — Оливье — и убивает его. Потом он едет в ночной клуб.
Не таясь, он заходит в зал, надевает перчатки и подходит к Валери, играющей на органе. Он говорит, что новый заказ — это её смерть. Жеф достаёт из кармана револьвер и падает, убитый полицейскими, которые всё это время были в клубе. Молодой полицейский говорит Валери, что, если бы не вмешательство полиции, то она была бы мертва. Комиссар отвечает «нет» и показывает Валери револьвер Жефа. Барабан револьвера пуст.

## В ролях
- Ален Делон — Жеф Костелло
- Франсуа Перье — комиссар полиции
- Натали Делон — Жанна Лагранж
- Кати Розье — Валери
- Мишель Буарон — Винер
- Жак Леруа — Гунман
- Робер Фавар — бармен

## Критика
Игра Алена Делона в роли Жефа Костелло считается одной из лучших в его карьере. Клеман выразил своё восхищение подходом Делона следующими словами: «Он обладал поразительной способностью собраться, необычайно восприимчивым „ухом“. Актёр с таким редким слухом — благодать для режиссёра. Многие актёры усваивают лишь то, что их устраивает. Ален был готов всегда выполнять самые невероятные вещи, а ведь именно невероятные вещи способны двигать вперёд действие драмы». Киновед Елена Карцева сравнивала образ наёмного убийцы в фильме Мельвиля с ролью Делона в картине Джозефа Лоузи «Убийство Троцкого», где он сыграл роль Рамона Меркадера: «То же постоянно скрытое очками невозмутимо спокойное лицо, тот же светлый плащ с поднятым воротником, те же плотно прижатые к телу при ходьбе (чтобы не соскочила кобура) руки, создающие какой-то необычайный абрис фигуры». Однако, как недостаток, это внешняя схожесть героев, не соответствовала психологическим особенностям поведения Меркадера — убийцы Льва Троцкого. Для него это был идейный поступок, он не был «заурядным „киллером“».

## Влияние
Фильм оказал большое влияние на гонконгского режиссёра Джона Ву, который в 1989 году снял фильм о профессиональном убийце, так и названный — «Наёмный убийца». Это фильм о благородном и немного романтичном убийце Джеффри в исполнении Чоу Юнь-Фата и певице (позже — пианистке) Дженни. Влияние «Самурая» очевидно и в фильме Джима Джармуша 1999 года — «Пёс-призрак: путь самурая». Главный герой в исполнении Фореста Уитакера — одинокий, методичный убийца, живущий по кодексу хагакурэ.